# Llista d'alcaldes de Vallromanes
Llista d'alcaldes de Vallromanes:
- Genís Guàrdia i Roca (1933 - 1934)
- Antoni Duran i Clivillers (1934 - 1936)
- Isidre Bosch i Corbera (1936 - 1936)
- Josep Cirera i Mogas (1936 - 1936)
- Vicenç Rabassa i Rigall (1936 - 1936)
- Vicenç Solé i Trilla (1936 - 1936)
- Josep Romero i Ontiveras (1936 - 1937)
- Josep Montasell i Barnet (1937 - 1938)
- Pere Lluch i Armengol (1939 - 1941)
- Miquel Bernaus i Figuera (1941 - 1952)
- Llorenç Ballester i Campins (1952 - 1960)
- Joan Casacuberta i Pont (1960 - 1967)
- Josep Bosch i Bellavista (1967 - 1979)
- Josep Pericas i Corbera (1979 - 1995)
- Maria Cabot i Gibert (1995 - 2003)
- Violant Mascaró i López (2003 - 2004)
- Maria Cabot i Gibert (2004 - 2009)
- Lurdes Prims i Jané (2009 - 2012)
- Mariluz Muñoz i Rodríguez (2012 - 2013)
- David Ricart i Miró (2013 -)